# Бољшој театар
Бољшој театар (рус. Большой театр — „Велики театар”) је историјски театар у Москви, Русија, који је изградио архитекта Осип Бове, у коме се одржавају представе балета и опере. Бољшој балет и Бољшој опера се налазе међу најстаријим и најбољим балетским и оперским позориштима на свету. Театар је зачетник компаније Бољшојске балетске Академије, водеће светске школе балета.
Бољшој театар је био затворен у периоду од 2005. до 2011. када је извршена детаљна реконструкција. Згради је враћен изглед пре совјетских интервенција, повраћена је акустика сале и дуплиран је расположив простор подземном доградњом. Реконструкција је коштала око 700 милиона америчких долара.

## Историја
Позориште је 1776. основао кнез Петар Урусов и Михаил Мадокс. Представе су одржаване у приватним домовима, али 1780. су почеле да се приказују и представе и опере. Катарина II је дала дозволу једној фирми да организује све представе у Москви, а спектар њеног деловања убрзо се проширио на оперу, плес и драму.
Данас постојећа зграда је саграђена на Плочнику театра 1824. да би заменила Петровка театар, који је изгорео у пожару 1825. Изградио га је архитекта Андреј Михаилов, који је у близини саградио Мали театар 1824.
У то време сви руски театри су били под царским власништвом. Москва и Санкт Петербург су имали по два театра, један намењен за оперу и балет (они су били познати као „Бољшој” театри, и један за драмске представе (трагедије и комедије). Како су опера и балет сматрани отменијим него драма, оперске куће су назване „Велики Театри” („бољшој” је руска реч која значи „велико”) а драмски театри су названи „Мали театри”.
Оригинални назив Бољшој театра био је „Царски Бољшој театар Москве”, док је Санкт Петербуршки Бољшој театар (уништен 1886), био назван „Царски Бољшој камени театар”.
Московски театар је свечано почео са радом 18. јануара 1825. са балетском представом Фердинанда Сора. До тада су извођена само дела руских стваралаца, а страни композитори су уведени у репертоар око 1840. Пожар који је избио 1853. изазвао је велику штету. Реконструкцију је урадио Алберто Кавос, син Катарине Кавос, оперске певачице. Театар се поново отворен 1856. У току Другог светског рата театар је оштетила бомба, али је убрзо поправљен.

## Хронологија
- 28. марта 1776. оснивање Бољшога театра
- 30. децембра 1780. отварање Петровског театра
- 8. октобра 1805. пожар уништава Петровски театар
- 1806. театар добија звање Императорски
- 13. априла 1808. отварање новог Арбатско-императорског театра
- 1812. пожар уништава театар
- 1821—1824. градња новог театра по плану О. Бове
- 6. јануар 1825. отварање Бољшога петровског театра
- 1843. реконструкција по плану А. Никитина
- 11. марта 1853. пожар
- 14. маја 1855. обнова по плану А. Касова
- 20. августа 1856. отварање
- 16. децембра 1888. премијера Мусоргскове опере „Борис Годунов"
- 1895. свеобухватна обнова
- 10. октобра 1901. премијера опере Римског-Корсакова „Псковитјанка“
- 20. фебруара 1917. узимање императорског статуса
- 12. децембра 1919. покушај затварања театра
- 18. фебруара 1921. отварање Бетовнове сале
- 1921—1923. реконструкција под вођством И. Рерберга
- фебруар 1922. решење президијума о наставку рада театра
- 1935. премијера Шостаковичеве опере „Леди Макбет Мценског округа"
- 1937. Бољшој театар награђен редом Лењина
- 15. априла 1941. реконструкција
- 1941. евакуација театра у Кјубишев
- 28. октобра 1941. зграду су бомбардовали нацисти
- 26. септембра 1943. прва представа након евакуације
- од 1960. реконструкција
- 1961. театар добија разставу у конгресном двору Кремља
- 1968. премијера Хачатурјановог балета „Спартак"
- 1975. завршене обнове за 200-годишњицу
- 1976. по други пут награђен редом Лењина
- 29. новембра 2002. отварање нове сале
- 1. јула 2005. реконструкција започета
- 28. октобра 2011. реконструкција завршена